# Franse veldtocht in de Nederlanden
De Franse veldtocht in de Nederlanden vond plaats in twee grote golven tussen 6 november 1792 en 7 juni 1795 tijdens de Eerste Coalitieoorlog tussen het revolutionaire Frankrijk en de geallieerden. De Eerste Coalitie, onder meer bestaande uit Oostenrijk (waaronder de Zuidelijke Nederlanden), de Verenigde Provinciën (Noordelijke Nederlanden), Groot-Brittannië, Pruisen, Hannover en Hessen-Kassel, probeerde de Franse Revolutie in te dammen en het ancien régime te herstellen. De geradicaliseerde Franse revolutionairen, die de macht van de kerk hadden gebroken (1790), de monarchie afgeschaft (1792) en de afgezette koning Lodewijk XVI onthoofd (januari 1793), streefden naar verdere verspreiding van de revolutie, zo nodig met militair geweld.

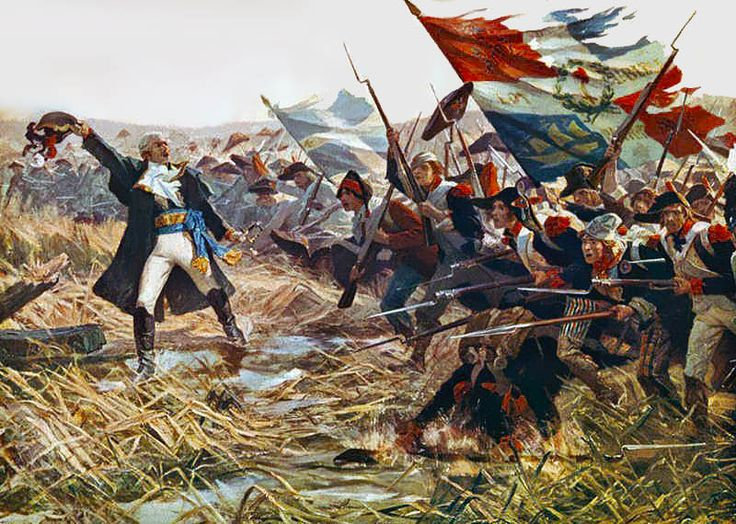
Dit 19e-eeuwse schilderij romantiseert de Slag bij Jemappes.

Een snel succes van het Franse Armée du Nord bij Jemappes in november 1792 werd gevolgd door een zware nederlaag bij Neerwinden in maart 1793. In het voorjaar van 1794 hergroepeerden de Fransen zich en slaagden de maanden erna er geleidelijk in om alle Nederlanden te veroveren. Dit kwam mede doordat eerst de Oostenrijkers en daarna de Pruisen zich stapsgewijs van het front terugtrokken om hun belangen elders te verdedigen, zoals de op handen zijnde Derde Poolse Deling. De overgebleven Britse, Staatse, Hessische en Hannoverse troepen konden de republikeinse overmacht daarna niet meer tegenhouden.
De Fransen werden in hun veroveringstocht bijgestaan door eerder uit de Nederlanden gevluchte patriotten, die na mislukte revoluties in 1787 in het Noorden en in 1790/1791 in het Zuiden waren verdreven naar Frankrijk. Nu kwamen deze patriotten met Franse steun als "Bataven" respectievelijk "Belgen" hun landen 'bevrijden'. De Zuidelijke Nederlanden werden bij de Franse Republiek ingelijfd. In de Noord-Nederlandse geschiedschrijving staat de tweede helft van deze veldtocht ook wel bekend als de Bataafse Revolutie, waarin de oude Oranje stadhouderlijke Republiek werd vervangen door de pro-Franse revolutionaire Bataafse Republiek.
Met de Vrede van Bazel (1795) erkenden Pruisen en Hessen-Kassel de Franse overwinning en gebiedswinst. Oostenrijk zou het verlies van de Zuidelijke Nederlanden pas in 1797 met de Vrede van Leoben en later de Vrede van Campo Formio erkennen. De naar Engeland gevluchte stadhouder Willem V van Oranje-Nassau weigerde aanvankelijk de Bataafse Republiek te erkennen en droeg met de Brieven van Kew alle Nederlandse koloniën op om voortaan het Britse bestuur te aanvaarden. Pas met de Brieven van Oranienstein in 1801 erkende hij de Bataafse Republiek en nam zijn zoon Willem Frederik het vorstendom Nassau-Oranje-Fulda als compensatie voor het verlies van het erfstadhouderschap.

## Achtergrond
Oostenrijk en Pruisen waren al sinds april 1792 in oorlog met Frankrijk, terwijl Groot-Brittannië en de Verenigde Provinciën aanvankelijk een neutraliteitspolitiek voerden ten aanzien van de Franse Revolutie. Pas na de executie van Lodewijk XVI op 21 januari 1793 reageerden de Britten door de Franse ambassadeur het land uit te zetten. Daarop verklaarde de revolutionaire Franse regering op 1 februari de oorlog aan Engeland en Nederland. Deze landen sloten zich vervolgens aan bij de Eerste Coalitie, waarna enkele Duitse staten, Spanje en Sardinië zouden volgen. De Coalitielegers mobiliseerden zich langs de Franse grenzen, waarbij de regio van Noord-Frankrijk en de Zuidelijke Nederlanden het belangrijkste strijdtoneel zou gaan worden.

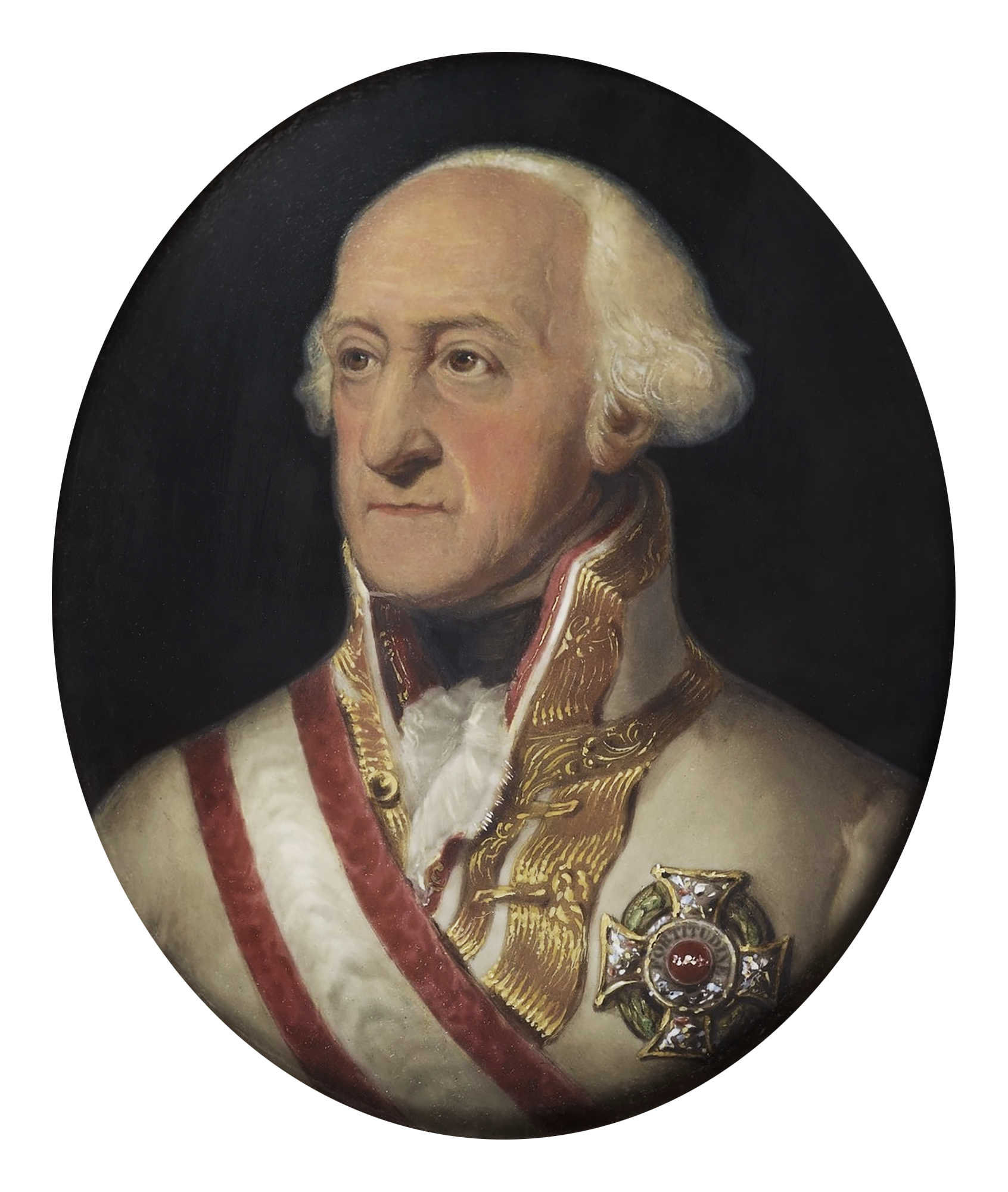
Jozias van Saksen-Coburg (1810).

In het noorden was het primaire doel van de geallieerden om de Fransen uit de Republiek (nu Nederland) en de Oostenrijkse Nederlanden (nu België en Luxemburg) te verdrijven en daarna op te rukken naar Parijs om het Franse republikeinse experiment te beëindigen. Oostenrijk en Pruisen steunden dit doel globaal wel, maar hadden beide geldgebrek. Groot-Brittannië ging akkoord om een miljoen pond te investeren in een Oostenrijks veldleger en een kleiner Hannovers korps. Zelf stuurde het een invasiemacht die uiteindelijk zou uitgroeien tot ongeveer 20.000 Britse troepen onder bevel van de hertog van York.
 In het begin landde York met nog maar 1500 troepen aan in februari 1793.
Het geallieerde opperbevel lag in handen van de Oostenrijkse commandant Jozias van Saksen-Coburg, met een Oostenrijkse militaire staf die gehoorzaamde aan keizer Frans II en de Oostenrijkse minister van Buitenlandse Zaken, de baron van Thugut. De hertog van York moest echter de instructies van de Britse buitenlandminister Henry Dundas. De geallieerde militaire beslissingen werden zodoende gehinderd door de verschillende politieke belangen van Wenen en Londen.
De Nederlandse defensie verkeerde in zwakke staat. De Staatse vloot was nog verslagen in de Vierde Engels-Nederlandse Oorlog (1780–84) en het Staatse leger had al 45 jaar geen landoorlog uitgevochten. In de periode 1785–87 kon een opstand van de patriotten tegen stadhouder Willem V slechts door een Pruisische militaire interventie worden onderdrukt, waarna de patriottenleiders naar Frankrijk waren gevlucht. Willems grootste zorg was daarom het behoud van zijn Oranjehuis en het autoritaire stadhouderlijke regime.
Tegenover de geallieerden stonden de wanordelijke Franse Republikeinse troepen van het Noordelijke Leger. Oude soldaten van het ancien régime vochten zij aan zij met ruwe vrijwilligers die werden aangemoedigd door de revolutionaire hartstocht van de représentant en mission (legerinspecteur). Een groot deel van de oude officiersklasse was vanwege de Revolutie geëmigreerd en had dus het leger gedeserteerd, waardoor vooral de cavalerie in een chaotische toestand verkeerde. Alleen de artillerieafdeling, minder geraakt door emigratie, was intact gebleven. De problemen werden nog acuter na de invoering van de dienstplicht, de levée en masse, in augustus 1793. De Franse commandanten moesten evenwicht zien te vinden tussen het veiligstellen van het front en de roep om overwinningen te behalen (die het regime in Parijs zouden beschermen) aan de ene kant en de haveloze staat van het leger aan de andere kant, terwijl zijzelf voortdurend onder verdenking van de legerinspecteurs stonden. Op mislukking of ontrouw stond de guillotine.

## Campagne van 1792–93

### Dumouriez' invasie van de Zuidelijke Nederlanden

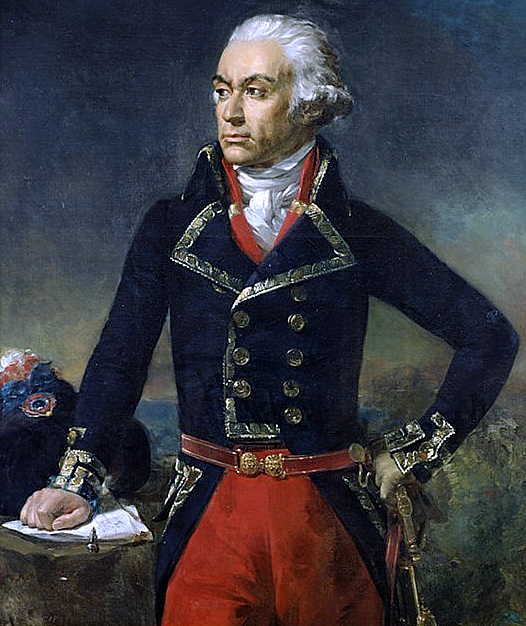
Generaal Dumouriez, in 1834 geschilderd door Jean-Sébastien Rouillard.

De eerste schermutseling aan het noordelijk front vond plaats in de Slag bij Marquain (29 april 1792), waarin een slecht voorbereid Frans revolutionair leger met gemak uit de Oostenrijkse Nederlanden werd verjaagd. De revolutionairen werden de maanden daarop in de verdediging gedrongen, verloren Verdun en wisten nipt Thionville te behouden totdat de Coalitie onverwacht werd verslagen bij Valmy (20 september 1792). Deze zege keerde het tij en opende een nieuwe gelegenheid voor een noordwaartse invasie. Het verse momentum gaf de revolutionairen de moed om de volgende dag definitief de monarchie af te schaffen en de Eerste Franse Republiek uit te roepen.
Onder commandant Charles François Dumouriez behaalden de Fransen op 6 november 1792 in de Slag bij Jemappes een zege op de keizerlijke troepen onder Karel van Oostenrijk-Teschen en Clerfayt. Daarna konden ze vrijwel zonder tegenstand oprukken door de meeste Oostenrijkse Nederlanden en het prinsbisdom Luik. Terwijl het Zuid-Nederlands-Oostenrijkse leger zich terugtrok achter de Roer, probeerde Dumouriez de bezette provincies aaneen te smeden tot een republiek. Hij kreeg echter geen medewerking van de Franse Nationale Conventie en de commissarissen die deze uitstuurde om het nieuwe wingewest te annexeren. Het voorzichtige enthousiasme voor de Franse bezetting bekoelde dan ook snel. 
Vanaf eind januari 1793 zag Dumouriez een kans om samen met de patriotse bannelingen de zwakke Nederlandse Republiek omver te werpen door een gewaagde opmars noordwaarts. Een tweede Franse divisie onder Francisco de Miranda manoeuvreerde tegen de Oostenrijkers en Hannoversen in oostelijk België.

### Dumouriez' invasie van de Republiek
Op 16 februari marcheerde Dumouriez' republikeinse Armée du Nord Antwerpen uit en viel Staats-Brabant binnen. De Nederlandse troepen vielen terug tot de Maaslinie en ontruimden het versterkte Breda na een zeer kort beleg, terwijl de stadhouder Engeland om hulp riep. Binnen negen dagen was er een eerste Britse gardistenbrigade verzameld en over de Noordzee gezonden die aanlandde bij Hellevoetsluis onder bevel van generaal Gerard Lake en de hertog van York. Terwijl Dumouriez oprukte in Brabant, sloeg het leger onder Francisco de Miranda het beleg voor Maastricht op 6 februari. De Oostenrijkers waren echter versterkt tot 39.000 man en staken nu onder het bevel van Saksen-Coburg de rivier de Ruhr over op 1 maart en drongen de republikeinse Fransen terug in de Eerste Slag bij Aldenhoven. De volgende dag namen de Oostenrijkers Aken in voordat ze Maastricht bereikten en Miranda dwongen om het beleg op te breken.
In het noordelijk deel van dit strijdtoneel dwarsboomde Coburg Dumouriez' ambities met een reeks overwinningen die de Fransen geheel uit de Oostenrijkse Nederlanden verdreef. Dit succesvolle offensief kwam tot een hoogtepunt toen Dumouriez werd verslagen in de Slag bij Neerwinden op 18 maart en opnieuw bij Leuven op 21 maart. Dumouriez liep op 6 april over naar de geallieerden en werd vervangen als aanvoerder van het Armée du Nord door generaal Augustin-Marie Picot, markies van Dampierre. Frankrijk werd geconfronteerd door aanvallen op verschillende fronten en slechts weinigen dachten dat de oorlog nog lang zou duren. Echter, in plaats van hun momentum uit te buiten, stokte de geallieerde opmars. Het grote Coalitieleger aan de Rijn onder de hertog van Brunswijk weifelde om op te rukken, omdat men hoopte op een politiek akkoord. Het Coalitieleger in Vlaanderen had de kans om zo langs Dampierres gedemoraliseerde leger te denderen, maar de Oostenrijkse staf was niet volkomen op de hoogte van hoe zwak de Fransen ervoor stonden. Terwijl de Oostenrijkers wachtten op de aankomst van versterkingen uit Groot-Brittannië, Hannover en Pruisen, begonnen ze vestingen langs de Franse grenzen te belegeren. Hun eerste doelwit was Condé-sur-l'Escaut waar de rivier de Hene uitmondt in de Schelde.

### Voorjaarsoffensief van de Coalitie

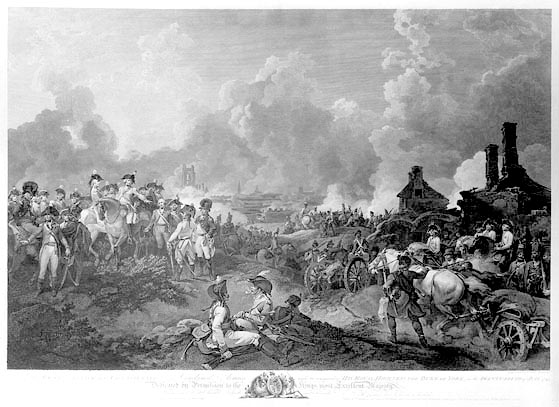
Yorks aanval op Valenciennes.

Begin april kwamen de bondgenoten bijeen te Antwerpen voor overleg over hun strategie tegen Frankrijk. Coburg was een weifelend leider en hij had gehoopt dat hij de oorlog kon beëindigen door diplomatie met Dumouriez. Hij vaardigde zelfs een proclamatie uit waarin hij verklaarde dat hij de 'bondgenoot was van alle vrienden van orde en alle veroveringsplannen in naam van de Keizer afzwoer', die hij echter meteen weer moest intrekken op last van zijn politieke meerderen. De Britten wensten Duinkerke als schadevergoeding voor de oorlog en stelden voor dat ze Coburgs veldtocht zouden steunen zolang de Oostenrijkers hun politieke plannen voor Duinkerke zouden steunen. Coburg stelde uiteindelijk voor dat ze om de beurt Condé en Valenciennes zouden aanvallen en daarna optrekken tegen Duinkerke.
Aan het Rijnfront belegerden de Pruisen Mainz (waar op dat moment de pro-Franse republiek Mainz was gevestigd), dat het uithield van 14 april tot 23 juli 1793. Tegelijk startten ze een offensief waarmee ze het Rijnland schoonveegden door de resterende kleine, wanordelijke onderdelen van het Franse leger op te ruimen. Ondertussen begon Coburg in Vlaanderen de Franse verschansingen bij Condé te ondermijnen, waarbij hij werd versterkt door de Engels-Hannoverse troepen van de hertog van York en het Pruisische contingent van Alexander von Knobelsdorff. Dampierre werd gehinderd en gecontroleerd door de legerinspecteurs (die ervoor waakten dat hij niet net zoals Dumouriez zou overlopen), terwijl hij de geallieerden moest bestrijden en zijn mannen dringend rust en hergroepering nodig hadden. Op 19 april viel hij de bondgenoten aan over een breed front bij St. Amands, maar werd teruggedreven. Op 8 mei probeerden de Fransen nogmaals om Condé te ontzetten, maar na een verbeten strijd bij Raismes, waarbij Dampierre dodelijk gewond raakte, mislukte die poging.
De aankomst van York en Knobelsdorff versterkte Coburgs slagkracht tot ongeveer 90.000 man, hetgeen hem in staat stelde om tegen Valenciennes op te treden. Op 23 mei voerde Yorks Engels-Hannoverse strijdmacht voor het eerst strijd in de Slag bij Famars. De Fransen, nu onder leiding van François Joseph Drouot de Lamarche, werden teruggedreven in een gecombineerde operatie die de weg vrijmaakte voor het beleg van Valenciennes. Het bevel over het Armée du Nord werd overgedragen op Adam Philippe, Comte de Custine, die in 1792 successen had geboekt aan de Rijn. Custine had echter tijd nodig om het gedemoraliseerde leger te hergroeperen en viel terug op de vesting Camp de César nabij Bohain. Het kwam tot een patstelling toen Custine zich niet sterk genoeg voelde om aan te vallen en de geallieerden zich richtten op het belegeren van Condé en Valenciennes. Condé viel ten slotte op 10 juli, Valenciennes op 28 juli. Custine werd op 16 juli teruggeroepen naar Parijs, gearresteerd vanwege zijn falen en op 28 augustus geguillotineerd. Zijn opvolger, de Ierse Charles Edward Jennings de Kilmaine, werd op 7 augustus verslagen in de Slag om Camp de César, eveneens gearresteerd voor zijn wanprestatie, maar hij ontkwam aan de guillotine.

### Herfstcampagne

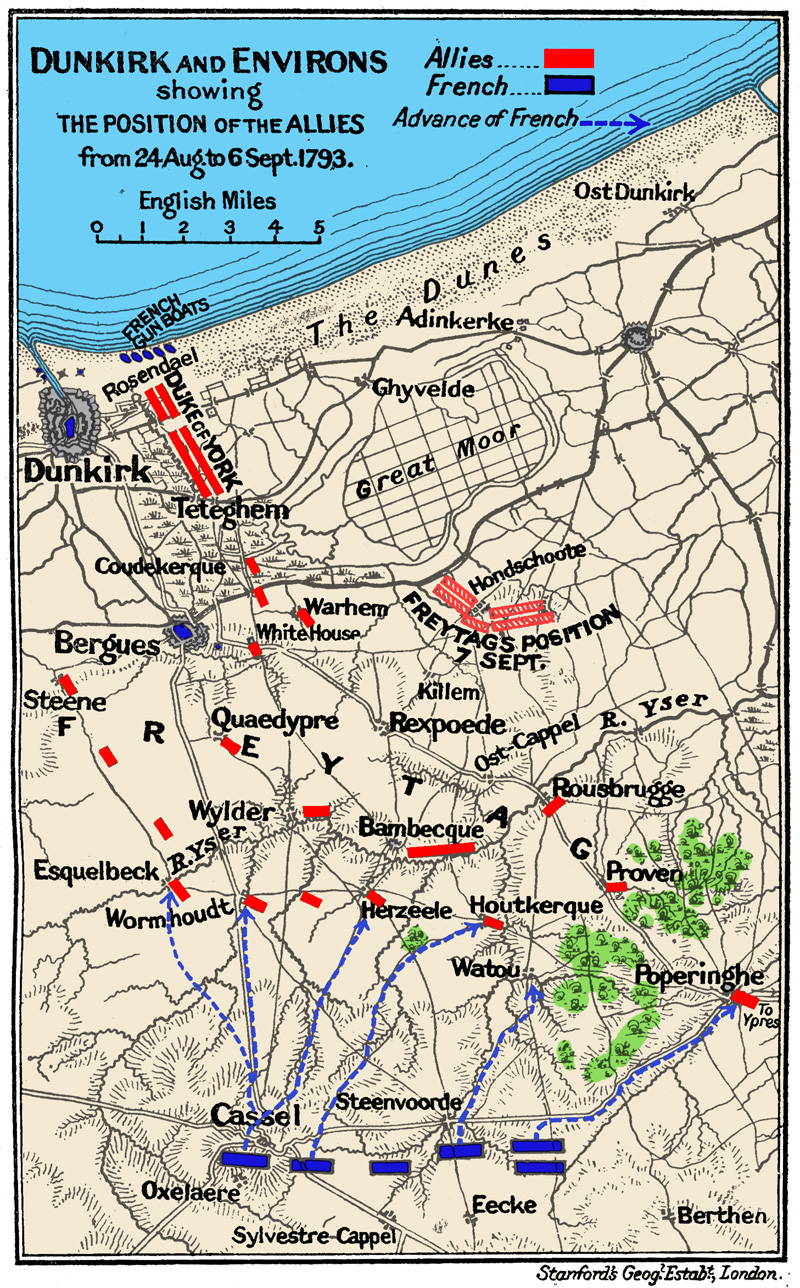
Slag bij Hondschote.

De volgende week trachtten Nederlandse troepen onder erfprins Willem Frederik van Oranje nabij Tourcoing het succes te herhalen, maar werden stevig belaagd door Jourdan bij Lincelles tot ze werden verlost door de Britse gardistenbrigade.
Frankrijk stond nu weerloos tegenover de Coalitie. De val van Condé en Valenciennes had een gat geopened in de grensverdedigingswerken. De republikeinse veldlegers verkeerden in chaotische staat. In plaats van zich te concentreren, spreidden de geallieerden echter hun strijdkrachten uit. In het zuiden vertrok Knobelsdorffs Pruisische contingent om zich aan te sluiten bij de Pruisische hoofdmacht aan het Rijnfront, terwijl in het noorden York de instructies van Dundas had om de Franse havenstad Duinkerke te belegeren, dat de Britse regering van plan was te gebruiken als legerbasis en als onderhandelingsmateriaal bij toekomstige vredesbesprekingen. Dit leidde tot conflict met Coburg, die de bezettingsmachten nodig had om zijn flank te beschermen door mee te gaan in zijn doorstoot naar Cambrai. Bij gebrek aan Yorks steun, besloten de Oostenrijkers in plaats daarvan om Le Quesnoy te belegeren, dat op 19 augustus door Clerfayt werd omsingeld.
Op 20 augustus lanceerde de Conventie de levée en masse oftewel de dienstplicht in een wanhopige poging om het tij te keren. Hoewel dit zeer inefficiënt geschiedde, werden hierdoor uiteindelijk voldoende troepen beschikbaar om weerstand te bieden tegen de invallers. Yorks troepen sloegen het beleg voor Duinkerke, maar ze waren slecht voorbereid op een langdurige omsingeling en hadden nog steeds geen zware belegeringsartillerie ontvangen. Het Armée du Nord, nu onder bevel van Jean Nicolas Houchard, versloeg Yorks ongedekte linkerflank onder de Hannoverse generaal Freytag in de Slag bij Hondschote, die York dwong om het beleg op te breken en zijn materieel achter te laten. De Engels-Hannoversen trokken zich in goede orde terug naar Veurne, waar ze erin slaagden om zich te herpakken omdat de Fransen hen niet achtervolgden. Houchards plan was eigenlijk slechts geweest om de hertog van York terug te drijven zodat hij naar het zuiden kon marcheren om Le Quesnoy te ontzetten. Op 13 september versloeg hij de erfprins van Oranje in de Slag bij Menen, waarbij hij 40 kanonnen buitmaakte en de Nederlanders richting Brugge en Gent joeg, maar drie dagen later werden zijn eigen troepen overwonnen door de Waals-Brabantse Oostenrijkse generaal Jean-Pierre de Beaulieu bij Kortrijk.
Verder naar het zuiden had Coburg ondertussen Le Quesnoy ingenomen op 11 september, wat hem in staat stelde om zijn strijdkrachten noordwaarts te sturen om York bij te staan. Zij behaalden een belangrijke overwinning op Houchards divisies bij Avesnes-le-Sec. Alsof deze rampen nog niet genoeg waren voor de Fransen, bereikte Parijs het nieuws dat de hertog van Brunswijk in de Elzas de Fransen had verslagen bij Pirmasens. De Jakobijnen werden tot woeste paniek gedreven. Er werden wetten ingesteld die alle levens en eigendommen ter beschikking van het regime stelden. Voor zijn falen om zijn overwinning bij Hondschote te verzilveren en de nederlaag bij Menen werd Houchard beschuldigd van verraad, gearresteerd en op 17 november te Parijs geguillotineerd.
Eind september omsingelde Coburg Maubeuge, hoewel dit de Coalitietroepen had uitgespreid. De hertog van York kon weinig steun leveren omdat zijn bevel aanzienlijk verzwakt was, niet alleen door de lange veldtocht maar ook door Dundas in Londen, die troepen begon terug te trekken om ze te herbestemmen naar West-Indië. Dientengevolge kon Houchards vervanger Jean-Baptiste Jourdan zijn troepen concentreren en Coburg nipt verslaan in de Slag bij Wattignies, hetgeen de Oostenrijkers dwong om het beleg van Maubeuge op te geven. De Conventie gaf toen het bevel voor een algemeen offensief tegen  Yorks hoofdkwartier in Oostende. Half oktober sloeg Vandamme het beleg voor Nieuwpoort, MacDonald veroverde Wervik en Dumonceau verdreef de Hannoversen uit Menen. Echter, de Fransen werden teruggedrongen in scherpe tegenaanvallen bij Cysoing op 24 oktober en Marchiennes op 29 oktober, waarmee de eindejaarscampagnes effectief werden beëindigd.

## Campagne van 1794–95

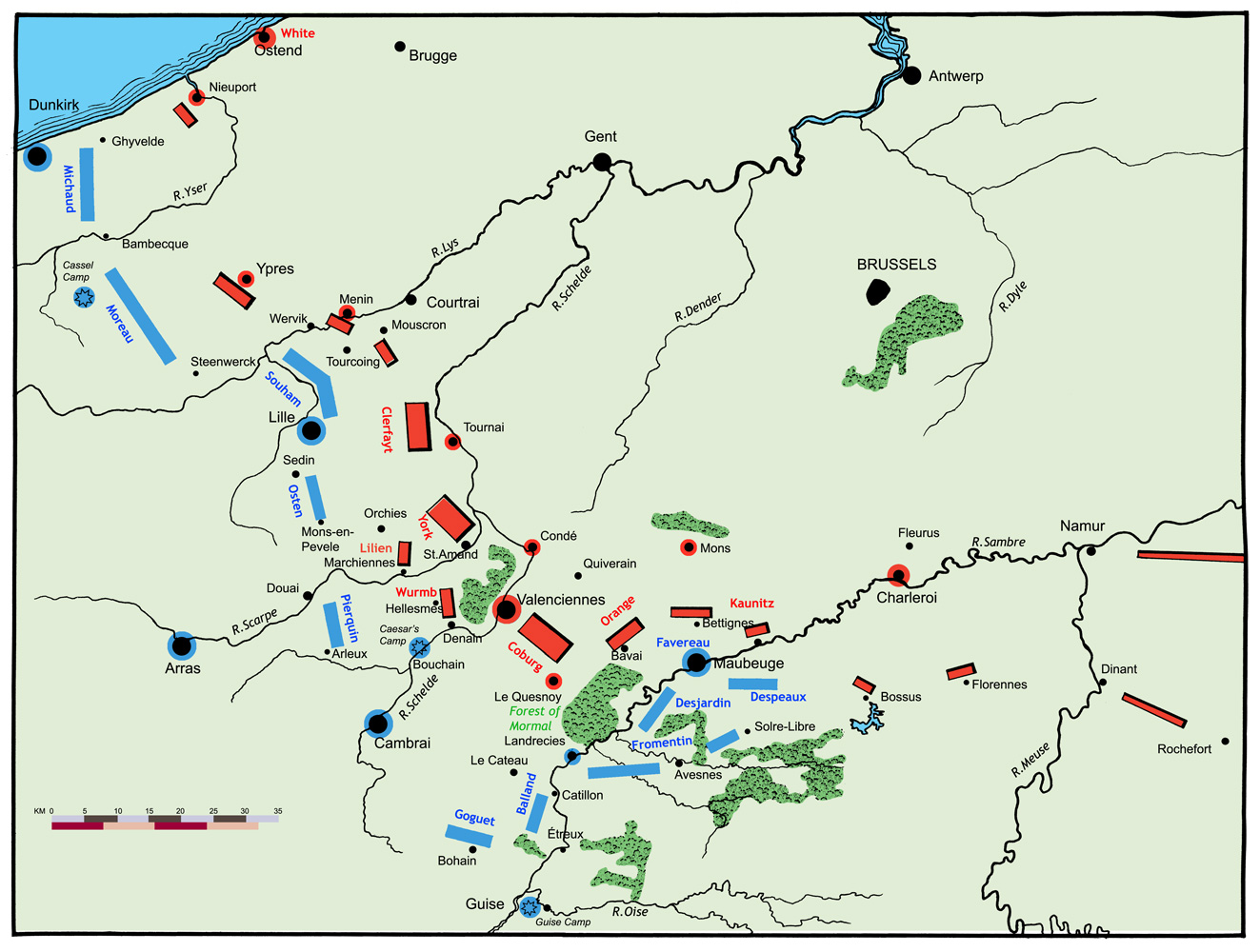
Legerposities voorafgaand aan de campagne van 1794.

Tijdens de winter hergroepeerden beide kampen. Versterkingen werden vanuit Groot-Brittannië getransporteerd om de Coalitielinie te verstevigen. In het Oostenrijkse leger werd Coburgs stafchef Hohenlohe vervangen door Karl Mack von Leiberich. Begin 1794 telde het geallieerde veldleger iets meer dan 100.000 man. Het leeuwendeel van de troepen was gelegerd tussen Doornik en Bettignies, met beide flanken verder verlengd met kleine buitenposten en cordons tot aan de Maas aan de linkerkant en het Kanaal aan de rechterkant. Tegenover hen stond het Armée du Nord, nu onder bevel van Jean-Charles Pichegru, dat inmiddels behoorlijk was aangegroeid door dienstplichtigen dankzij de levée en masse. De gecombineerde sterkte van het Armée du Nord en het Armée des Ardennes (exclusief garnizoenen) was 200.000, bijna twee keer zoveel als Coburgs troepenmacht.

### Beleg van Landrecies
Begin april groeide het moreel van de Oostenrijkse troepen aanzienlijk toen keizer Frans II een bezoek bracht aan Coburg bij het geallieerde hoofdkwartier. De eerste actie van de campagne was een Franse opmars van Le Cateau op 25 maart, die na een scherp gevecht werd teruggeslagen door Clerfayt. Twee weken later begonnen de geallieerden hun opmars met een reeks bedekte marsen en kleine acties om de omsingeling van het fort Landrecies mogelijk te maken. York rukte op vanaf St. Amand richting Le Cateau, Coburg leidde de middelste colonne van Valenciennes en Le Quesnoy en aan zijn linkerkant leidde Oranje het belegeringscorps vanuit Bavay door het Forêt de Mormal richting Landrecies. Op 17 april verdreef York Goguet vanuit Vaux en Prémont, terwijl de Oostenrijkse troepen oprukten richting Wassigny tegen Balland. Oranje begon daarop het Beleg van Landrecies, terwijl het geallieerde leger de operatie dekte in een halve cirkel. Ter linkerzijde aan de oostelijk einde van de linie lagen Alvinczi en Kinsky vanaf Maroilles 6,5 kilometer ten oosten van Landrecies, naar het zuiden tot Prisches, dan naar het zuidwesten tot aan de rivier de Samber. Op de linkerrivieroever liep de linie naar het westen vanaf Catillon naar Le Cateau en Cambrai. De rechterzijde van de geallieerde linie was onder de hertog van York en eindigde nabij Le Cateau. Vervolgens liep er een linie van buitenposten naar het noordwesten langs de rivier de Selle.
Het Franse plan was om beide geallieerde flanken aan te vallen en ondertussen ontzettingscolonnes naar Landrecies te sturen. Op 24 april sloeg een kleine Brits-Oostenrijkse cavalerie-eenheid zo'n troepenmacht onder Chapuis terug bij Villers-en-Cauchies. Twee dagen later lanceerde Pichegru een driepuntige poging om Landrecies te ontzetten. Twee van de colonnes werden in het oosten afgeslagen door de troepen van Kinsky, Alvinczi en Oostenrijk-Teschen, terwijl Chapuis' derde colonne die voorwaarts marcheerde vanuit Cambrai vrijwel geheel vernietigd werd door York bij Beaumont/Coteau/Troisvilles op 26 april.

### Het Franse tegenoffensief
Landrecies viel op 30 april en Coburg vestigde zijn aandacht op Maubeuge, het enige resterende obstakel voor een opmars naar het Franse binnenland, maar op dezelfde dag begon Pichegru zijn langverwachte noordelijke tegenoffensief waarbij hij Clerfayt versloeg in de Slag bij Moeskroen en Kortrijk en Menen heroverde.
10 dagen lang was er een pauze terwijl beide kampen hun nieuwe stellingen consolideerden. Op 10 mei lanceerde Coburg aanvallen om de noordelijke posities te herwinnen. Jacques Philippe Bonnauds Franse colonne werd door York verslagen bij Willems, maar Clerfayt faalde om Kortrijk te hernemen en werd weer bij de rivier de Leie vandaan gedreven.

De Franse verovering van de Nederlanden van mei 1794 tot juni 1795.

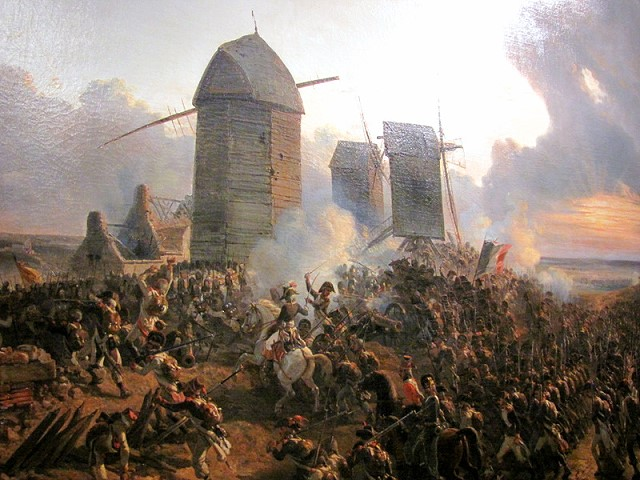
De Slag bij Tourcoing.

De geallieerde strijdkrachten waren voornemens Pichegru's opmars te stuiten met een brede aanval met een aantal geïsoleerde colonnes volgens een plan van Mack. In de Slag bij Tourcoing op 17–18 mei werd deze poging een logistieke ramp toen de communicatie werd verbroken en de colonnes vertraagd werden. Slechts een derde van het Coalitieleger kwam in actie en de ingezette soldaten werden pas bevrijd nadat er 3000 waren gesneuveld. Omdat Pichegru zich aan de Samber bevond, was het Franse commando bij Tourcoing op de schouders van Joseph Souham komen te rusten. Bij zijn terugkeer naar het front, hernieuwde Pichegru het offensief om zijn voordeel uit te buiten, maar ondanks herhaalde aanvallen werd hij tegengehouden bij de Slag bij Doornik op 22 mei.
Hoewel het geallieerde front intact bleef, zou de Oostenrijkse toewijding aan de oorlog steeds verder verzwakken. De Pruisen stonden al op het punt om zich uit de oorlog terug te trekken vanwege vermeende Oostenrijkse dubbelhartigheid in Beieren. De keizer werd sterk beïnvloed door zijn buitenlandminister Thugut, voor wie politieke overwegingen altijd voorgingen op militaire plannen. In mei 1794 was hij gefixeerd op het profiteren van de Derde Poolse Deling, met als gevolg dat troepen en generaals van Coburgs bevel werden ontheven om in Galicië te worden ingezet. Mack nam verontwaardigd ontslag als stafchef op 23 mei en werd vervangen door Christiaan August van Waldeck-Pyrmont, een bondgenoot van Thugut. In een Hofkriegsrat op 24 mei riep keizer Frans II op tot een stemming over terugtrekking en ging toen terug naar Wenen. Alleen de hertog van York stemde tegen de terugtrekking.
Thuguts negatieve invloed wordt beschouwd als een van de meest beslissende factoren voor het verlies van de veldtocht, misschien wel belangrijker dan Tourcoing en Fleurus. Het besluit om terug te trekken werd genomen ondanks nieuws over grote winsten op de zuidflank. Op 24 mei verrasten de Pruisen onder Möllendorf de Fransen in de Slag bij Kaiserslautern, terwijl op dezelfde dag Coburgs linkervleugel onder Franz Wenzel von Kaunitz-Rietberg, na bij Grandreng aan de Samber een aanval te hebben afgeslagen, had teruggestoten en de Franse rechtervleugel bij Erquelinnes helemaal ingemaakt. Toen de noordelijke flank voorlopig was gestabiliseerd, verplaatste Coburg troepen zuidwaarts om Kaunitz te ondersteunen, die prompt ontslag nam zodra hij vervangen werd door Oranje. Pichegru profiteerde vervolgens van de verzwakking van de geallieerde noordelijke sector om opnieuw in het offensief te gaan en het Beleg van Ieper te beginnen. Een reeks slordige en ineffectieve tegenaanvallen van Clerfayt in heel juni werden allemaal afgeweerd door Souham.
Op de zuidflank werden de Franse Armée de la Moselle en Armée des Ardennes samengevoegd met een deel van de rechtervleugel van het Armée du Nord onder Jourdan. Na nog een mislukte poging konden zij uiteindelijk de Samber oversteken en het beleg slaan voor Charleroi. De volgende dag, 18 juni, capituleerde Ieper aan Pichegru. Coburg besloot de meeste van zijn troepen op de Samber te concentreren om Jourdan terug te drijven, waarbij hij York bij Doornik en Clerfayt bij Deinze liet om Pichegru te confronteren en de rechterflank te dekken. Clerfayt werd spoedig bij Deinze verdreven en hij trok zich terug achter Gent, hetgeen York dwong om terug te vallen achter de Schelde.
In het zuiden lanceerde Coburg een reeks aanvallen op Jourdans gecombineerde Armée du Sambre-et-Meuse, die ternauwernood werden afgeslagen in de Slag bij Fleurus (26 juni). Dit bleek het beslissende keerpunt te zijn. Met de Franse winsten in zowel het noorden als zuiden, staakten de Oostenrijkers de aanval voordat er een duidelijke uitkomst was, en trokken zich noordwaarts terug richting Brussel. Het was het begin van een algemene aftocht richting het Rijnland, waarbij de Oostenrijkers de facto hun 90-jarige beheer van de Zuidelijke Nederlanden in de steek lieten. Yorks Engels-Hannoverse troepen op de rechterflank moesten zich terugtrekken om Antwerpen te verdedigen, waarbij ze Oostende ontruimden. Het aldaar gelegerde garnizoen onder Lord Moira slaagde erin om door de omsingelende Franse strijdkrachten heen te breken en zich bij York aan de Schelde te voegen.
Door het verlies van de Oostenrijkse steun, viel de hele campagne in het water. Geen van de andere Coalitiepartners had voldoende troepen in het strijdperk om de Franse opmars te stuiten. Ze begonnen zich noordwaarts terug te trekken en ontruimden Brussel (op 11 juli veroverd door Pichegru). Jourdan zette de gehele Oostenrijkse linie onder druk met herhaalde acties in de vroege julidagen en spoorde Coburgs aftocht naar Tienen en verder aan, terwijl York terugviel op de Dijle. Hoewel ze officieel nog steeds onder Oostenrijkers bevel stonden, waren de Nederlandse en Engels-Hannoverse troepen nu afgesneden; zij bereidden zich nu voor om de Republiek te beschermen. Mechelen viel op 15 juli, Antwerpen werd op de 24e geëvacueerd, op dezelfde dag als de hertog van York de Nederlandse grens bij Roosendaal overstak, terwijl de Oostenrijkers de Maas bij Maastricht overstaken. Drie dagen later bezette Pichegru Antwerpen. Ondertussen nam Jourdan Namen op 17 juli en Luik op 27 juli, waarmee voor de derde keer sinds 1789 een einde aan het prinsbisdom werd gemaakt, deze keer definitief. De sloop van de Sint-Lambertuskathedraal, in revolutionaire ogen het symbool van klerikale macht en onderdrukking, werd aangevangen.

### Val van de oude Republiek

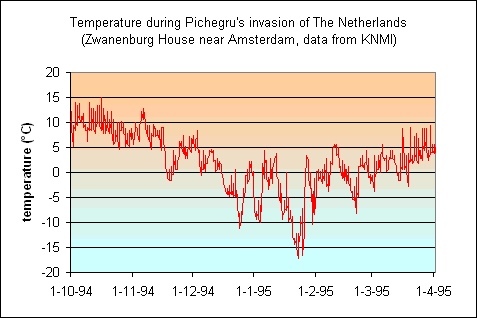
Temperatuur tijdens de winter van 1794–95.

In augustus 1794 viel er een korte pauze in de operaties toen de Fransen de Vlaamse havens trachtten te veilig te stellen (Sluis viel op 26 augustus) en York vergeefs probeerde Oostenrijkse hulp aan te moedigen. Onder druk van Londen ontsloeg de keizer Coburg, maar zijn plaats werd tijdelijk ingenomen door de nog minder geliefde Clerfayt. Na de val van Le Quesnoy en –het in april zo zorgvuldig overmeesterde– Landrecies aan de Fransen, hernieuwde Pichegru zijn offensief op de 28e. York werd wederom gedwongen om terug te wijken naar het riviertje de Aa, waar hij ter hoogte van Boxtel werd verslagen en nog verder terug moest vallen op de Maas. Op 18 september werd Clerfayt overwonnen in de Slag bij Sprimont aan de oever van de Ourthe, gevolgd door nog een nederlaag door toedoen van Jourdan in de Slag bij Aldenhoven (1794)Tweede Slag bij Aldenhoven (2 oktober) aan de rivier de Roer. De Oostenrijkers trokken hierna terug over de Rijn en beëindigden daarmee hun aanwezigheid in de Lage Landen. Alleen het garnizoen in de sterke vesting van Luxemburg-Stad restte nog, maar dat zou vanaf 22 november zeven maanden belegerd worden.
Tegen de herfst hadden de Fransen, inclusief het Bataafs Legioen onder patriottenleider Herman Willem Daendels, in Nederland Eindhoven ingenomen en hun achtervolging gestaakt aan de Waal. De orangistische troepen gaven 's-Hertogenbosch over op 12 oktober na een drie weken durende belegering. York plande een tegenoffensief met Oostenrijkse assistentie om Nijmegen te ontzetten, maar dit werd afgeblazen toen het Hannoverse contingent ervan afzag. De stad viel op 8 november. York werd teruggeroepen naar Engeland en vervangen door William Harcourt. Op dat moment hielden de Pruisen al vredesbesprekingen met de Fransen, en Oostenrijk leek bereid om hen daarin te volgen. De Britse premier William Pitt wees kwaad iedere suggestie om met Frankrijk te onderhandelen af, maar de Britse positie in de Republiek zag er steeds slechter uit.
Na de verovering van Nijmegen was Pichegru van plan om de opmars te staken, de tenten in Brabant op te slaan en daar te overwinteren. Zijn brigadegeneraal Daendels wenste echter als patriot zo snel mogelijk het stadhouderlijk regime ten val te brengen en drong er bij Pichegru op aan om de grote rivieren over te steken om Holland te bevrijden. Pichegru twijfelde: de Rijn en Waal waren de 'natuurlijke grens' waarnaar Franse Republiek de afgelopen revolutionaire jaren had gestreefd, hij hoefde niet verder; de rivieren zelf waren ook een moeilijk te overwinnen obstakel en hij vreesde ook aanvallen in de flank. Uiteindelijk gaven voedseltekorten de doorslag om de opmars voort te zetten. Op 7 december deden de Fransen een zwakke poging om de Waal over te varen, maar ze werden teruggedreven met verliezen. Op 10 december viel Antoine Guillaume Delmas de orangistische verdedigingswerken in de Bommelerwaard tevergeefs aan.
Toen de temperatuur half december kelderde, bevroren de Maas en Waal vanaf 15 december binnen een week, hetgeen de Frans-Bataafse troepen in staat stelde om hun opmars te vervolgen. Tegen 28 december hadden de Fransen de Bommelerwaard geheel ingenomen. Delmas, Daendels en Pierre Jacques Osten slaagden erin de Oude Hollandse Waterlinie te omzeilen en vielen forten en steden in het oosten en westen aan.
Op 10 januari stak de rest van het Franse leger de bevroren Waal over bij Zaltbommel. Op 15 januari lieten de Pruisische en Britse legers hun posities in de steek en vluchtten in de vrieskou naar Duitsland langs Amersfoort, Apeldoorn en Deventer. Op 16 januari werd de stad Utrecht zonder tegenslag ingenomen. Bataafse revolutionairen geleid door Krayenhoff zetten het stadsbestuur van Amsterdam op 18 januari onder druk om de stad over te dragen, hetgeen even na middernacht gebeurde. De prins en erfprins van Oranje waren die avond met al hun pro-Britse vrienden in Scheveningen ingescheept en naar Engeland gevlucht. Op 19 januari werd de Bataafse Republiek uitgeroepen en te midden van een groot volksfeest op de Dam een Vrijheidsboom opgericht; in de namiddag werden de Franse troepen met gejuich binnengehaald. Op 24 januari volgde in Den Helder de overgave van de Nederlandse vloot aan de Franse cavalerie.

### Britse evacuatie
De Britten zetten hun aftocht verder noordwaarts voort, ondertussen slecht uitgerust en armzalig gekleed. Tegen het voorjaar van 1795 hadden ze het Nederlands grondgebied geheel verlaten en de Hannoverse havenstad Bremen bereikt. Daar wachtten ze op orders van Londen. Pitt besefte dat het voorlopig vrijwel onmogelijk was om op het continent succes te behalen en gaf uiteindelijk de opdracht om de resterende Britse, Nederlandse, Duitse en Oostenrijkse troepen in te schepen naar Engeland. Yorks leger had in de tweejarige strijd meer dan 20.000 man verloren. Terwijl de meeste Britse troepen aan boord gingen naar Engeland in april 1795, bleef een klein korps onder generaal Dundas in Duitsland tot december dat jaar.
De capitulatie van Luxemburg op 7 juni 1795 voltooide de Franse verovering van de Nederlanden.

## Nasleep

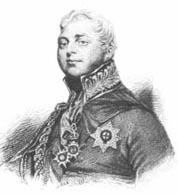
De hertog van York leidde de Britse troepen en de veldtocht wordt vaak met hem geassocieerd.

De veldtocht zou voor de Britten en Oostenrijkers rampzalig blijken. Oostenrijk had zijn Nederlanden verloren, terwijl de Britten de Verenigde Provinciën waren kwijtgeraakt, hun belangrijkste bondgenoot op het Europese vasteland en sinds de Akte van Garantie van 1788 een de facto Brits-Pruisisch protectoraat. Pas 20 jaar later zou er weer een pro-Brits bewind in Den Haag komen. Ook Pruisen had de prins van Oranje in de steek gelaten die het in 1787 nog had gered. Op 5 april sloot het al een aparte vrede met Frankrijk, waarbij het afstand deed van al zijn bezittingen op de linker Rijnoever (Pruisisch Gelre, Meurs en de helft van Kleef, zie ook Gecedeerde Landen). De nieuwe pro-Franse Bataafse Republiek sloot op 16 mei een bondgenootschap met Frankrijk. De Coalitie viel nog verder uiteen toen Spanje op 22 juli erkende de Pyreneeënoorlog te hebben verloren en overliep naar Franse zijde. Hoewel Oostenrijk in 1795 en 1796 nog twee succesvolle Rijncampagnes tegen Frankrijk zou voeren, kreeg het nooit meer voet aan de grond in de Zuidelijke Nederlanden en werd het voortdurend verslagen door de Franse strijdkrachten onder Napoleon Bonaparte in Noord-Italië. Uiteindelijk sloot het in 1797 vrede met Frankrijk te Campo Formio en erkende daarbij de Franse annexatie van de Nederlanden.
In de Britse populaire verbeelding werd York meestal (onterecht) afgeschilderd als een incompetente dilettante, wiens gebrek aan militaire kennis tot deze catastrofe had geleid, hoewel historici zoals Alfred Burne en Richard Glover deze karakterisering krachtig weerspreken. De veldtocht leidde ertoe dat hij in populaire cultuur belachelijk werd gemaakt, maar dit weerhield hem niet om later nog steeds bevelhebber te zijn.
Er waren verschillende redenen voor het geallieerde mislukken, zoals uiteenlopende en conflicterende doelstellingen van de bevelhebbers, slechte coördinatie tussen de grootmachten, schrale toestanden in het leger en bemoeienis van buitenaf door burgerpolitici zoals Dundas bij de Britten en Thugut bij de Oostenrijkers. Aan het einde van de campagne werd ook steeds duidelijker dat de Franse troepen geleidelijk aan over meer zelfvertrouwen en flexibiliteit beschikten dan de professionelere maar ouderwetse strijdkrachten van de Coalitie.
De veldtocht toonde de talloze zwakheden in het Britse leger aan na jaren van verwaarlozing. Een groot hervormingsprogramma werd opgezet door York in zijn nieuwe rol als hoofdcommandant. Hoewel het goed presteerde in vele gevallen, werd het Oostenrijkse leger geplaagd door de angst en behoudendheid van zijn aanvoeders, wier bewegingen vaak zeer langzaam en niet succesvol waren.
Zowel de Britten als de Oostenrijkers lieten de Nederlanden in de steek als hun belangrijkste strijdperk, een drastische verandering van strategie, aangezien het in vroegere Europese oorlogen hun belangrijkste operatieterrein was. Engeland besloot in plaats daarvan zijn sterke vloot in te zetten tegen de Franse koloniën in West-Indië. De Oostenrijkers focusten voortaan op het Italiaanse front. De Britten (opnieuw onder Yorks leiding) en Russen probeerden in 1799 nog wel een invasie van de Bataafse Republiek, maar die viel al gauw in duigen en werd door Frans-Bataafse troepen afgeslagen; bij de Conventie van Alkmaar moesten ze zich weer terugtrekken.

## Schade aan gebouwen door Franse troepen in 1794
In 1794 richtten Franse troepen tijdens de Franse veldtocht in de Nederlanden in Nederland schade aan kastelen en andere markante gebouwen aan. Voorbeelden:
- Batenburg. Kasteel Batenburg werd in 1794 door Fransen verwoest, een ruïne bestaat nog in 2020.[40]
- Hedel. Kasteel Hedel werd in 1794 door Franse troepen verwoest.[41] Fundamenten zijn over.
- Nijmegen. De Valkhof, nu nog een ruïne, werd in 1794 door Franse beschietingen beschadigd en afgebroken.[42]
- Ooy. Kasteel De Ooij werd in 1794 door Franse troepen verwoest.[43] Een ruïne is over.
- Sluis. Kasteel van Sluis werd in 1794 door Fransen verwoest.[44] De ruïne werd in 1820 afgebroken.

Nederlanden: Marquain · Rijsel (1792) · Jemappes · Namen (1792) · Maastricht (1793) · Breda · Aldenhoven (1793) · Neerwinden · Raimes · Famars · Aarlen · Valencijn · Duinkerke · Hondschote · Menen ·  Wattignies · Moeskroen · Tourcoing · Doornik · Erquelinnes · Gosselies · Ieper · Hooglede · Fleurus · Boxtel · Sprimont · Maastricht (1794) · 's-Hertogenbosch · Aldenhoven (1794) · Puiflijk · Nijmegen · Luxemburg · Den Helder · Camperduin

Rijnfront: Verdun · Thionville · Valmy · Mainz (1792) · Mainz (1793) · Vogezen/Tripstadt · Mainz (1795) · Amberg · Würzburg

Italiaans front: Genua · Hyères · Rovereto · Bassano · Montenotte · Dego · Lodi · Arcole · Rivoli

Overige fronten (Vendée, Spanje): Fontenay-le-Comte · Toulon · Cholet · Luçon · Truillas · Boulou · San Lorenzo · Santa Cruz · Kaap Sint-Vincent
West-Indië: Guadeloupe · Martinique